# Marino De Paulis
Marino De Paulis (Caivano, 1390/1400 – Miglionico, 27 settembre 1471) è stato un arcivescovo cattolico italiano.

## Biografia
Marino De Paulis di Caivano era figlio di Giovanni Paolo de Paulis, che fu capitano di Capua, giustiziere dell'Abruzzo Citra, reggente della Gran Corte della Vicaria e senatore della città di Roma. Le cariche ricoperte sono iscritte ed esposte sul suo sepolcro, nella chiesa madre di Caivano insieme ad un'iscrizione riferita al figlio prelato.

### Episcopato
Ottenne la sede di Acerenza e Matera il 4 settembre 1444 per nomina del papa Eugenio IV, in sostituzione del conterraneo Manfredi di Aversa. Fu il primo presule acheruntino ad essere chiamato Arcivescovo di Acerenza e Matera. Il suo blasone mostra un leone rampante attraversato da una fascia obliqua e sormontato dalla mitra episcopale, come lo stemma mostrato da tutte le casate De Paulis del Regno di Napoli, il quale era sormontato dalla corona nobiliare al di sotto dell'elmo di tre quarti.

### Morte e sepoltura
Morì il 27 settembre 1471 e fu inumato in un sepolcro marmoreo nella chiesa madre di Santa Maria Maggiore a Miglionico, anche se alcuni storici ritengono che sia sepolto nella chiesa madre di Caivano, poiché in entrambi i luoghi vi sono iscrizioni sepolcrali su lastre marmoree a lui riferite.